# Ban Thak-Hiat
Ban Thak-Hiat – wieś położona w południowo-wschodnim Laosie, w prowincji Attapu, w dystrykcie Xaysetha.